# Iffet
İffet es una serie de televisión turca de 2011, producida por Gold Film y emitida por Star TV. Es una adaptación de la película homónima de 1982.

## Trama
Iffet es una joven que vive con su padre y su hermana menor en uno de los barrios más modestos de Estambul. Está profundamente enamorada de Cemil, un taxista local. Ellos mantienen una relación clandestina, pero Iffet sueña con el día en que Cemil le proponga matrimonio. Durante la boda de unos amigos, Cemil, borracho y fuera de control, abusa de Iffet. La joven trata de superar el trauma, mientras que Cemil le pide perdón y le promete que se casará con ella. Pero Cemil no cumple y termina casándose con la mejor amiga de Iffet, hija del dueño de los taxis. Iffet jura vengarse y es ayudada por el destino cuando su jefe, Ali İhsan, se enamora de ella.

## Reparto
- Deniz Çakır como İffet Kılıç.
- İbrahim Çelikkol como Cemil Özdemir.
- Mahir Günşiray como Ali İhsan Emiroğlu.
- Mehmet Çevik como Ahmet Kılıç.
- Melike Güner como Betül Özgüç.
- Selim Erdoğan como Erhan Emiroğlu.
- Zuhal Olcay como Dilek.
- Burçin Oraloğlu como Arif.
- Ayşe Tunaboylu como Saime.
- Serkan Genç como Feyyaz.
- Gülden Güney como Serpil.
- Selen Uçer como Gülin.
- Levent Ünsal como Emre.
- Birsen Dürülü como Asuman Özgüç.
- Cengiz Baykal como Salih Özgüç.
- İsrafil Köse como Ersin.
- Ecem Özkaya como Nil Emiroğlu.
- Ercan Yazgan como Osman.
- Rafi Emeksiz como Nurettin Manav.
- Ayşen Barutçu como Münevver.
- Nilbanu Engindeniz como Kerime.
- Kaan Öztop como Balaban.
- Ali Pınar como Roberto.
- Esra İşgüzar como Nimet Kılıç.
- İpek Elban como Emine.
- Eren Özyalçın como Ali.
- Ozan Çobanoğlu como Nihat.
- Olcay Yusufoğlu como Aslı.
- Binnaz Avcı como Semiha.
- Ceren Gürtekin como Çiçek/Elif.
- Berkehan Tüter como Mehmet.
- Bülent Alkış como Halil.
- Erdoğan Sıcak como Sedat.
- Süheyla Zeren
- Asu Maralman como Feride Özdemir.
- Mine Çayıroğlu como Yasemin.
- Semah Tuğsel como Melahat.

## Temporadas
| Temporada | Temporada | Episodios | Rango de episodios | Emisión original         | Emisión original         |
| Temporada | Temporada | Episodios | Rango de episodios | Inicio                   | Final                    |
| --------- | --------- | --------- | ------------------ | ------------------------ | ------------------------ |
|           | 1         | 35        | 1 - 35             | 17 de septiembre de 2011 | 16 de junio de 2012      |
|           | 2         | 5         | 36 - 40            | 27 de agosto de 2012     | 24 de septiembre de 2012 |